# Chômage à La Réunion
Au 2e trimestre 2013, le chômage touche 29 % de la population active réunionnaise selon l'Insee. Il oscille autour de cette valeur depuis quatre ans mais le seuil des 100 000 chômeurs est de nouveau atteint. Les jeunes restent les plus touchés (59 %).